# Candelina mexicana
Candelina mexicana är en lavart som först beskrevs av B. de Lesd., och fick sitt nu gällande namn av Poelt. Candelina mexicana ingår i släktet Candelina och familjen Candelariaceae.   Inga underarter finns listade i Catalogue of Life.